# Gailtal Straße
Die Gailtal Straße (B 111) – in Tirol Gailtalstraße – ist eine Landesstraße in Österreich. Sie hat eine Länge von 116 km und führt im Gailtal flussaufwärts und dann über den Kartitscher Sattel zur Drau im österreichischen Teil des Pustertals. Sie beginnt in Kärnten an der Kärntner Straße (B 83) in Gailitz bei Arnoldstein und endet in Osttirol in Tassenbach an der Drau.

## Geschichte
Die Gailthaler Reichsstraße führte von Arnoldstein über Kötschach nach Oberdrauburg. Aufgrund ihrer hohen strategischen Bedeutung wurde die Gailbergstraße in den Jahren 1893–1898 auf Kosten des Kaiserreiches Österreich-Ungarn zu einer Reichsstraße ausgebaut. Die Teilstrecke westlich von Kötschach, die Lessachtaler Concurrenzstraße (durch das Lesachtal), wurde ab 1895 ebenfalls mit finanzieller Unterstützung der Reichsregierung zu einer befahrbaren Straße ausgebaut.
Während des Ersten Weltkrieges wurden die Karnischen Alpen zum Kriegsschauplatz im Gebirgskrieg 1915–1918.
Die Gailtaler Straße zwischen Arnoldstein, Kötschach und Oberdrauburg wurde 1921 als Bundesstraße übernommen. Bis 1938 wurde die Gailtaler Straße als B 64 bezeichnet, nach dem „Anschluss“ Österreichs wurde diese Straße im Zuge der Vereinheitlichung des Straßensystems am 1. April 1940 in eine Landstraße I. Ordnung umgewandelt und als L.I.O. 4 bezeichnet. Ab dem 1. April 1948 gehörte die Gailtal Straße bis Kötschach wieder zum Netz der Bundesstraßen in Österreich.
Der westliche Streckenabschnitt der Gailtal Straße zwischen Kötschach und Tirol gehörte seit dem 1. Jänner 1950 zum Netz der Bundesstraßen in Österreich. Seit Inkrafttreten des Bundesstraßen-Übertragungsgesetzes von 2002 ist die Straße eine Landesstraße, auch wenn sie in Medien und im Volksmund weiterhin häufig als Bundesstraße bezeichnet wird.
Bei einem Unwetter im Herbst 2018 rutschte die Straße zwischen Maria Luggau und St. Lorenzen auf einer Länge von rund 100 Metern ab. Für die Zeit bis zum Abschluss der Reparaturarbeiten wurde dort eine provisorische Umfahrungsstraße errichtet.